# Відлюдник (комедія)
«Відлюдник», або «Мізантроп» (Dyskolos e Misanthropos), 317/316 до н. е. — найвідоміша комедія  давньогрецького поета-драматурга Менандра, що здобула перший приз на Ленеях (свято на честь Діоніса). Віднайдена в Єгипті у 1956 і опублікована 1958 року. Це єдиний твір Менандра, який дійшов до нас повністю.
Це високоморальна комедія характерів, у якій Менандр, незважаючи на свої 25 років, виявляє себе цілком досвідченим майстром. У сільській обстановці діють молоді герої — виховані, серйозні й цілеспрямовані. Їм протистоїть Кнемон, недовірливий, озлоблений на весь світ жовчний старий, що веде повне праці та прикростей самотнє життя, і через раптові повороти долі змушений змінити своє неприязне ставлення до людей. Комічні сцени зображують Кнемона то в гніві від витівок хитромудрих раба й кухарки, то він потрапляє в розташовані ними пастки. П'єса розігрується трьома акторами. Змінюючи маски, вони зображують 12 персонажів. Інтермедії, у яких публіку потішають підпилі гуляки, розбивають динамічну дію п'єси на п'ять актів.

## Сюжет
Комедію відкриває пролог. Бог Пан розповідає в ньому про становище, у якому знаходяться герої. Дія відбувається в бідній кам'янистій місцевості на півночі Аттики, де живе й тяжко працює селянин Кнемон. Життєві обставини озлобили його настільки, що він став людиноненависником. Покинутий за нестерпний характер дружиною, Кнемон залишився з дочкою й старою служницею. Пан улаштував так, що багатий молодий городянин Сострат пристрасно закохався в благочестиву та цнотливу дочку Кнемона. Сострат намагається наблизитися до дівчини, дістає від старого сувору відсіч, бо той ненавидить чепурунів-нероб, але все-таки встигає перемовитися з нею слівцем. Отут з'являється бідна, але шляхетна молода людина, зведений брат дівчини Горгій. Він збирається викрити закоханого Сострата як спокусника, а то й злочинця, однак Сострату вдається переконати його в чистоті своїх намірів. Раб пропонує юнаку прикинутися бідняком і взятися мотижити землю — тільки така людина може догодити старому. Сострат підкоряється, однак Кнемону не доводиться побачити його в справі, оскільки саме в цей час у його будинку в супроводі рабів з’являється мати Сострата, щоб принести жертву Пану. Домашні Кнемона впускають у колодязь глечик, а намагаючись його дістати — ще і мотику, і коли Кнемон, не покликавши нікого на допомогу, спускається за ними, трапляється лихо: він зривається вниз. Сострат і Горгій рятують старого, а той, розчулений цим проявом взаємної залежності людей і їхньої доброти, усиновляє Горгія й передає йому права глави родини. Горгій одразу заручає сестру із Состратом, а сам робить прекрасну партію: його нареченою стає сестра Сострата з чималим посагом. Зворушений Кнемон погоджується видати за Сострата дочку, виділивши їй половину своєї землі. Визнавши своє навідліг негативне ставлення до людей помилковим, оскільки виявилось, що серед них є й здібні на благородні вчинки, він, проте, залишається відлюдкуватим. Комедія завершується сімейним торжеством, і раби насилу змушують старого взяти участь у загальних веселощах.

## Ідеї п'єси
Комедія Менандра спрямована на примирення різких розбіжностей між людьми різного майнового стану. Проте не можна заперечувати гуманності поета, якою пройнята вся його п'єса. Відлюдність Кнемона має, власне, глибоке соціальне коріння, хоча й продовжує певну літературну традицію, що йде від мізантропа Тімона в Арістофана, Фрініха, Антіфана та інших представників «середньої» комедії. Це своєрідний «учуднений» вираз обурення паразитарною верхівкою.